# Nes (Akershus)
Nes i Akershus é uma comuna da Noruega, com 638 km² de área e 17 931 habitantes (censo de 2004).         